# モータウン
モータウン（Motown、Motown Records）は、アメリカ合衆国ミシガン州デトロイト発祥のレコードレーベル。1959年1月12日、ベリー・ゴーディ・ジュニアによってタムラ・レコードとして設立し、1960年4月14日、モータウン・レコード・コーポレーションとなった。
レーベル名は自動車産業で知られるデトロイトの通称「Motor town」の略である。

## 概要
アフリカ系アメリカ人が所有する独立系レコードレーベルとして、ソウルミュージックやR&Bを中心に据えてソウル・チャートだけでなく、ポップ・チャートでも大成功をおさめポピュラー音楽における人種統合で重要な役割を担った。1960年代、モータウンと、アメリカ国外で使用されていたレーベルのブランド、タムラ・モータウンを含む子会社は、ポップの影響を受けたソウルミュージックのスタイルとして「サウンド・オブ・ヤング・アメリカ」「モータウン・サウンド」の提唱者となった。1960年から1969年の間、Billboard Hot 100のトップ・テンに79曲もランクインし、インディーズ・レーベルとしては異例の大成功となった。
1972年には本店をロサンゼルスに移転し、これまで独立企業であったのだが、1988年1月28日、MCAおよびボストン・ベンチャーズに買収された。1994年、モータウンはポリグラムに売却され、1999年、MCAの後任であるユニバーサル・ミュージック・グループに再度売却された。
2000年代、モータウンはユニバーサル・ミュージックの子会社ユニバーサル・モータウン・レコードやユニバーサル・モータウン・リパブリック・グループの一部としてニューヨークに本店を構えていた。2011年より2014年まではユニバーサル・ミュージック・グループの一部門、アイランド・デフ・ジャム・ミュージック・グループの傘下にあった。2014年4月1日、ユニバーサル・ミュージック・グループはアイランド・デフ・ジャムの解体を発表し、モータウンはロサンゼルスに戻りキャピトル・ミュージック・グループの傘下となった。現在、名所キャピトル・タワー近くで操業している。

## 歴史
1950年代からミュージシャンとして活動していたベリー・ゴーディ・ジュニアが、ジャズのレコード店を開いたのが始まりだった。しかし店は不振により、閉店に追い込まれる。一時は負債の返済のため、デトロイトのフォード（リンカーン・マーキュリー）の組立ラインで働かざるを得なくなるが、それでも音楽に対する情熱を失うことなく、自身で書いた曲をR&Bシンガーに売り込んで回った。その甲斐あって、R&Bシンガーのジャッキー・ウィルソンやザ・マタドールズ（のちのザ・ミラクルズ）ら地元のアーティストたちに認められ、自身の曲がとり上げられるようになる。ゴーディが作曲したウィルソンのシングル『Lonely Teardrops』は大ヒットしたが、ゴーディにとってウィルソンのために作曲した他の曲も含めて思ったほどの稼ぎにはならなかった。より有益なのは自分で出版者を所有してレコードを生産することだと気付いた。

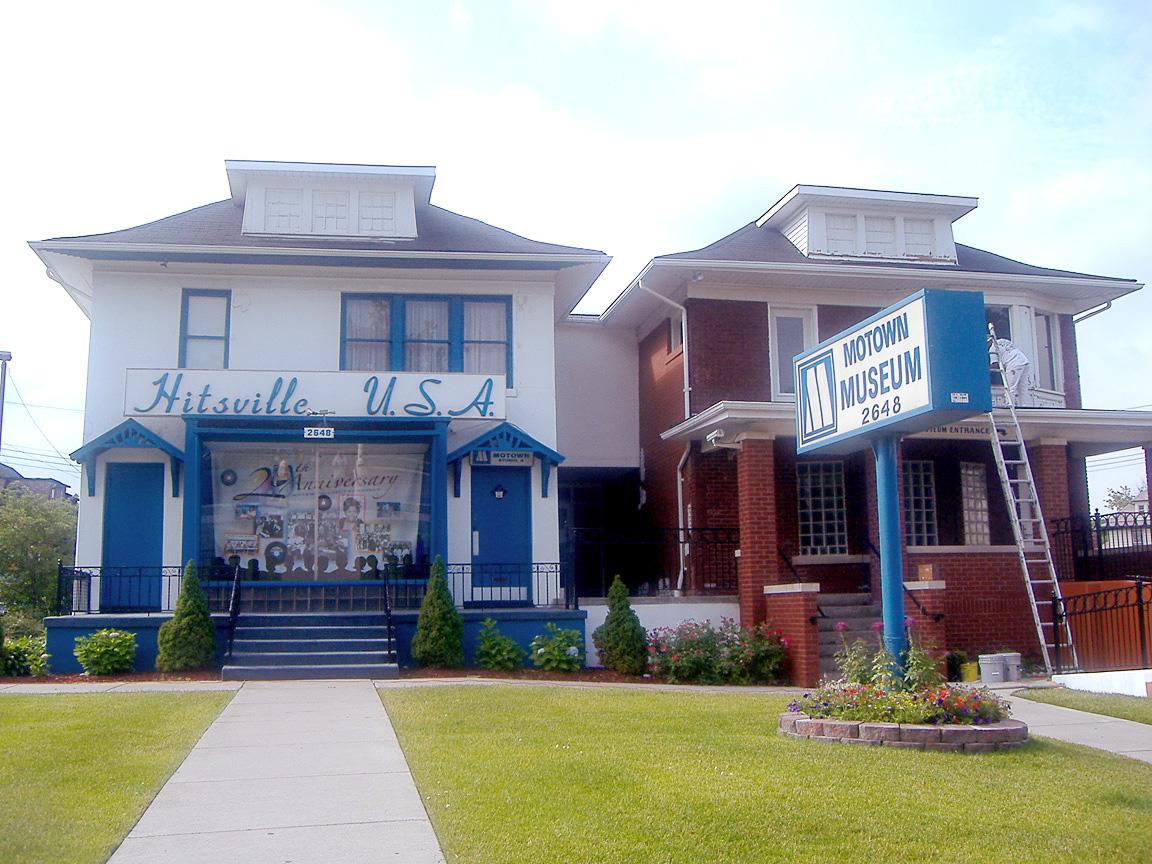
ヒッツヴィルUSA。ミシガン州デトロイトウェスト・グランド通り2648に位置し、1959年から1968年にかけてモータウンの本社であった。1985年にモータウン歴史博物館となった。

1959年、ビリー・デイヴィスとベリー・ゴーディの姉のグエンとアナはアナ・レコードを創業した。デイヴィスとグエンはベリーを社長にしたかったが、ベリーは自分で事業を始めることを望んだ。意を決したゴーディは1959年1月12日、「黒人向けのR&Bだけではなく、白人層にも自分たちの音楽の良さを理解して欲しい」という思いから、家族からの借金800ドルとジャッキー・ウィルソンへの作曲の印税でタムラ・レコードを創業した。ゴーディは自身が作曲したヒット曲で1957年のデビー・レイノルズ主演映画『タミーと独身者』の挿入歌『Tammy』から「タミー・レコード」と名付けたかった。しかしこの名がすでに使用されていることを知り、ベリーは代わりに「タムラ・レコード」と名付けた。1959年、デトロイト地域でマーヴ・ジョンソンの『Come to Me』がタムラ・レコード1枚目としてリリースされた（全国版はユナイテッド・アーティスツ・レコードから）。最初のヒット曲は、1959年、バレット・ストロングの『マネー』で、『ビルボード』誌のR&Bチャートで第2位を獲得した（全国版はアナ・レコードから）。
ゴーディの最初の契約アーティストはザ・マタドールズで、すぐにザ・ミラクルズと改名した（スー・レコードのザ・マタドールズとは異なる）。最初のリリースはザ・シルエッツの『Get a Job』のアンサーソング『Got a Job』であった。ザ・ミラクルズの最初のマイナー・ヒットは4枚目のシングルで1959年の『Bad Girl』であり、「モータウン」と刻印された最初のレコードであった（全国版はチェス・レコードから）。
ミラクルズのリード・シンガーのスモーキー・ロビンソンがこのレーベルの副社長となり、のちに娘にタムラ、息子にベリーと名付けた。ゴーディの父のベリー・シニア、兄弟のロバートとジョージ、姉妹のエスターなどゴーディ家の一員がレーベルの重役に就いた。その後、グエンとアナもこのレーベルの役員職に就いた。
1959年、ゴーディは後にモータウンのヒッツヴィルUSAスタジオとなる物件を購入した。物件の後方は写真スタジオであったが、小さな録音スタジオに改装し、2階を当時の住居用としていた。7年間でモータウンは近隣の建物7軒を購入した。

1966年末までにモータウンは450名以上を雇用し、総収益2千万ドルをあげた。

### 1959年 - 1972年: デトロイト
初期のタムラ/モータウン所属アーティストにはメイブル・ジョン、エディ・ホランド、メアリー・ウェルズなどがいた。ゴーディ自らが発掘したスモーキー・ロビンソン&ザ・ミラクルズが1960年に『Shop Around』で『ビルボード』誌R&Bチャート第1位、全米チャート第2位を獲得した。これはタムラにとって最初のミリオン・セラーとなった。1960年4月14日、モータウンとタムラ・レコードは合併してモータウン・レコード・コーポレーションとなった。1年後、マーヴェレッツが『プリーズ・ミスター・ポストマン』でタムラ初のポップ・チャート第1位を獲得した。1960年代中期までにロビンソン、A&Rチーフのウィリアム"ミッキー"スティーヴンソン、ブライアン・ホランド、ラモント・ドジャー、ノーマン・ホィットフィールドなどの作曲家やプロデューサーの尽力により大型レーベルへと成長していった。
1961年から1971年、モータウンの曲がトップ・テンに110曲がランクインした。この時期モータウンにはダイアナ・ロス&スプリームス、フォー・トップス、ジャクソン5などが所属し、タムラではスティーヴィー・ワンダー、マーヴィン・ゲイ、マーヴェレッツ、ミラクルズがヒット曲を重ねていた。最初はモータウンとタムラの2つのレーベルのみだったが、さらにいくつかのレーベルを所有するようになった。自身の名を冠した第3のレーベル「ゴーディ」（当初は「ミラクル」と呼ばれていた）はテンプテーションズ、コントゥアーズ、マーサ&ザ・ヴァンデラスなどが所属していた。第4のレーベル「V.I.P.」はヴェルヴェレッツ、スピナーズ、モニターズ、クリス・クラークなどがレコードをリリースしていた。
第5のレーベル「ソウル」はジュニア・ウォーカー&ザ・オール・スターズ、ジミー・ラフィン、ショーティ・ロング、オリジナルズ、グラディス・ナイト&ザ・ピップス（モータウン以前にヴィージェイ・レコードでザ・ピップスとしてすでに成功していた）などが所属していた。他に「ワークショップ・ジャズ」（ジャズ）、「メル・オー・ディ」（R&Bからカントリー）、バンドのレア・アースが所属する「レア・アース」（ロック）など様々なジャンルのレーベルも所有するようになった。モータウンの音楽は「The Sound of Young America」（新しい時代のアメリカの音楽）のスローガンの元に黒人や白人にかかわらず広い受け手に人気となった。
スモーキー・ロビンソンはモータウンによる文化的影響について以下のように語った:

1960年代には音楽活動だけでなく歴史を変えていることにまだ気付いていなかった。しかし曲が世界中に知れ渡るようになって気が付いた。私たちが架けた橋は、音楽において人種問題などの壁を取り除くことに気付いた。私はこの時代を生きて気付いた。モータウン初期に南部へ行っていたら観客は差別されただろう。その後モータウンの音楽が広がり、観客は差別されることなく、子供たちは手を取り合って踊っていた。

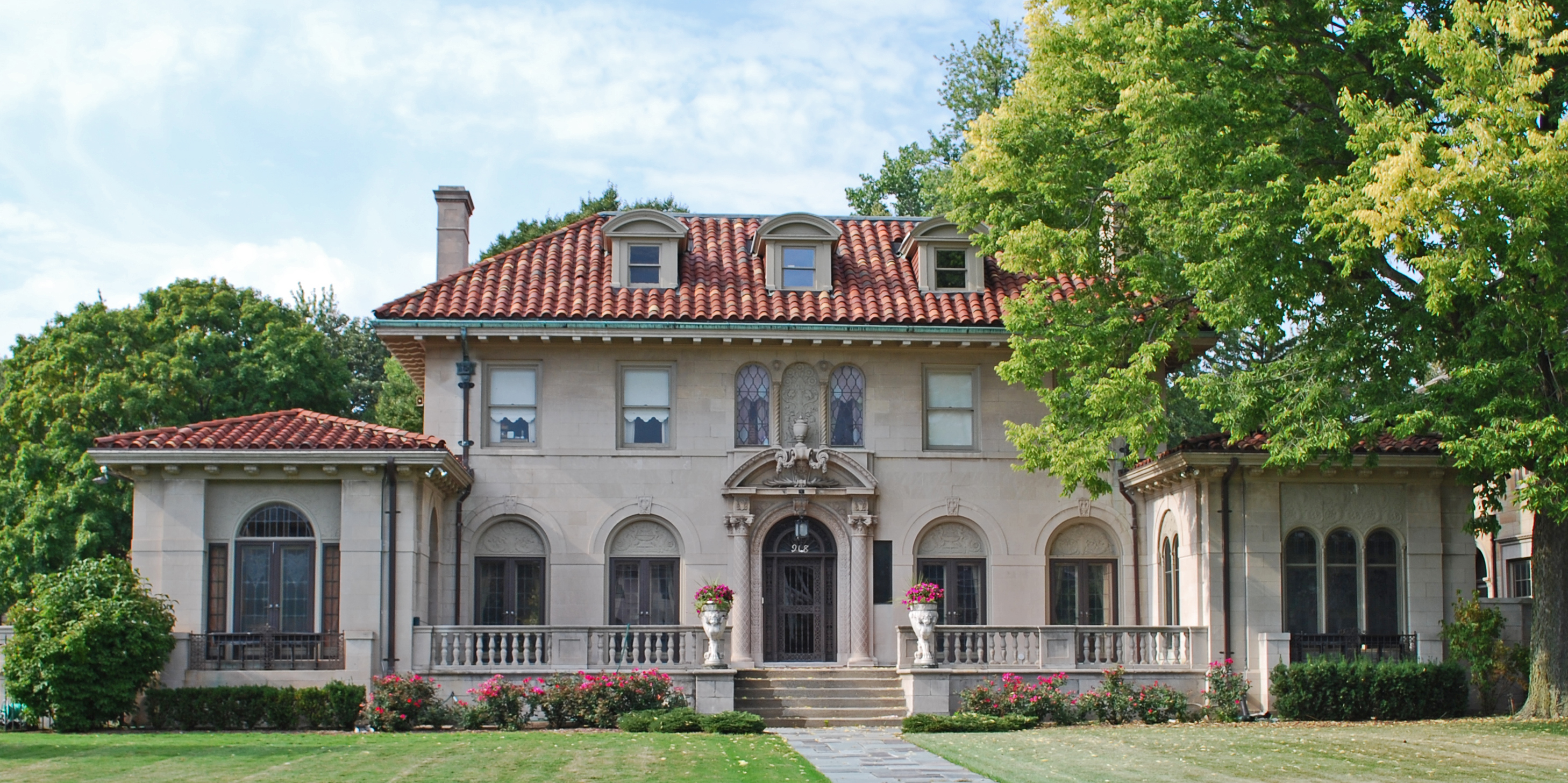
デトロイトのボストン・エディソン歴史地区にある「モータウン・マンション」と呼ばれるベリー・ゴーディ邸

1967年、ベリー・ゴーディはこれまでの住居を姉アナとのちの夫マーヴィン・ゲイに譲り、デトロイトのボストン・エディソン歴史地区に邸宅を構え「モータウン・マンション」と呼ばれるようになった。ちなみに以前の住居はゲイのアルバム『ホワッツ・ゴーイン・オン』のカバーにおさめられている。1968年、ゴーディはウッドウォード通りと州間高速道路75号線の交差点にあったドノヴァン・ビルを購入し、モータウンのデトロイト事務所をここに移転した（2006年1月、ドノヴァン・ビルは第40回スーパーボウルの駐車場確保のため取り壊された）。同年、ゴーディはゴールデン・ワールド・レコードを買収し、このスタジオを「スタジオB」としてヒッツヴィルのスタジオを「スタジオA」とした。
イギリスではモータウンのレコードは様々なレーベルでリリースされていた。第1のレーベルは「ロンドン」で、ミラクルズの『Shop Around』、『Who's Lovin' You』、『Ain't It Baby』のみがリリースされた。次のレーベルは「フォンタナ」で、マーヴェレッツの『プリーズ・ミスター・ポストマン』を含む4曲のみがリリースされた。その後のレーベルは「オリオール・アメリカン」でリトル・スティヴィの『Fingertips』など多くの曲がリリースされた。1963年、モータウンはEMIの「ステートサイド」と契約し、スプリームスの『愛はどこへ行ったの』、メアリー・ウェルズの『My Guy』がモータウンにとって、イギリスでの初のトップ20ヒットとなった。最終的にEMIは「タムラ・モータウン」を設立し、1965年3月にリリースされたスプリームスの『ストップ・イン・ザ・ネイム・オブ・ラヴ』がタムラ・モータウン初のレコードとなった。
ファミリー企業のインディペンデント・レーベルを、10年で大企業にしたという意味で、ゴーディはアメリカン・ドリームの体現者である。黒人としてそれをやり遂げたことは当時として画期的だった。その企業活動の原点は、社長が"The Sound of Young America"のスローガンの元に綿密に描いた戦略に基づく、広い受け手を狙った音楽作りである。3人組作詞作曲家チーム、 ホーランド＝ドジャー＝ホーランド（H-D-H）など専属ソングライターたちによるポップかつ時代の空気を反映した楽曲、ベーシストのキャロル・ケイ、ジェームス・ジェマーソンなどジャズ的なセンスも備えたスタジオ・ミュージシャンのユニット、ファンク・ブラザースの演奏、ビートを強調するタンバリンの音、実力とスター性を備えたシンガーたちの歌唱およびゴスペル起源であるコールアンドレスポンスの掛け合い的ハーモニーからなる音楽は、モータウン・サウンドと呼ばれ、1960 - 1970年代において、人種を問わず大いに支持された。シンガーやミュージシャンたちは、ゴーディの方針に従い、洗練された衣装をまとい上品に振る舞いながら、『エド・サリヴァン・ショー』など、多くのテレビ音楽番組に盛んに出演し、それまでのR&Bの泥臭いイメージを一掃した。モータウン・サウンドは、60年代にはビートルズに劣らない人気を得て、ポピュラー音楽の中心的存在となった。
モータウンのヒット曲は、時代を経ても常にジャンルを問わず、ほかのアーティストにカバーされ続けているが、H-D-Hは、楽曲印税についての不満がもとで1968年にはモータウンを離れ、同社に対して訴訟を起こしている。

### 1972年 - 1998年: ロサンゼルス
1967年、作曲家トリオのホーランド＝ドジャー＝ホーランドが印税問題で離脱した後、ノーマン・ホィットフィールドがトップ・プロデューサーとなり、テンプテーションズ、マーヴィン・ゲイ、グラディス・ナイト&ザ・ピップス、レア・アースのヒットを生み出した。その間、ゴーディはテレビ系子会社モータウン・プロダクションズを設立し、ダイアナ・ロス・アンド・ザ・スプリームスとテンプテーションが出演する『TCB』、ダイアナ・ロスが出演する『Diana!』、ジャクソン5が出演する『Goin' Back to Indiana』などモータウン所属アーティストが出演するスペシャル番組をプロデュースした。規則を緩め、長年所属しているアーティスト自身が作曲およびプロデュースする機会を与えるようになった。その結果、マーヴィン・ゲイの1971年の『ホワッツ・ゴーイン・オン』、1973年の『Let's Get it On』、スティーヴィー・ワンダーの1972年の『心の詞』、『トーキング・ブック』、1973年の『インナーヴィジョンズ』などのアルバムが批評家の称賛を得て成功した。
1960年代中期、モータウンはニューヨークとロサンゼルスに支社を構え、1969年までに拠点を徐々にロサンゼルスに移し始めた。1972年6月に、マーサ・リーヴス、フォー・トップス、グラディス・ナイト・ザ・ピップス、モータウンのスタジオ・バンドであるファンク・ブラザーズなど多くのアーティストを引き連れ本店をロサンゼルスに替えた。この地における音作りに加え、同年からダイアナ・ロス主演でビリー・ホリデイの生涯を描いた映画『ビリー・ホリデイ物語/奇妙な果実』（1972年）、『マホガニー物語』（1975年）をヒットさせるなど、ハリウッドにおける映画製作にも力を入れた。他に『Scott Joplin』（1977年）、『イッツ・フライデー』（1978年）、『ウィズ』（1978年）、『ラスト・ドラゴン』（1985年）などがある。1960年代からモータウンと提携していたエワード・アブナーは1973年に社長となった。
ホーランド＝ドジャー＝ホーランドが去ったにもかかわらず、1975年までノーマン・ホィットフィールドなどのヒットメイカーが残っていたため1970年代、1980年代にはライオネル・リッチー、コモドアーズ、リック・ジェームス、ティーナ・マリー、ダズ・バンド、ディバージなど多くのアーティストが成功をおさめていた。1983年には、モータウン25周年記念コンサートが行われ、NBCがその模様を録画放送した。1988年に、ゴーディはロックの殿堂入りを果たした。しかし1980年代半ばに経営不振に陥り、ゴーディは1988年6月にモータウンの所有権を大手のMCAレコードとボストン・ヴェンチャーズに6100万ドルで売却し、インデペンデントとしてのレーベルを終えた。1989年、ゴーディはモータウン・プロダクションズをモータウン重役のスザンヌ・ド・パスに売却し、社名をド・パス・エンタテイメントと改名した。
1990年代、所属アーティストのボーイズIIメンやジョニー・ギルが成功をおさめてはいたが、レーベル自体は困難に陥ったままであった。MCAは社の存続をかけて人事を見直し、ゴーディの後任にジャーリー・バスビーを選任した。バスビーは社がモータウンの作品に十分な配慮やプロモーションを行なっていないとしてMCAと口論となった。1991年、モータウンはMCAとの配給契約を終了してポリグラムを通じてリリースできるよう訴えた。3年後の1993年に、ポリグラムがボストン・ヴェンチャーズからモータウンを買収した。買収資金は数百億円といわれ、日本法人である日本ポリグラムとポリドール株式会社からも拠出された（買収資金の拠出は節税手段のためであると、ユニバーサル・ミュージックに対して約200億円の申告漏れを指摘される）。ニューヨークを本社とし、過去の作品（1959年 - 1988年）、新作、編集盤の発売を続けている。
1992年に、ジャズ部門モー・ジャズ（Mo JAZZ）を発足し、主力第1弾に当時新鋭のノーマン・ブラウンを輩出（現在レーベルは活動を休止している）。CTIレコードのサブ・レーベルのクドゥもアメリカではこのレーベルより配給していた。1998年の吸収合併の際にこの部門は閉鎖された。
1994年、バスビーからアップタウン・レコード創業者のアンドレ・ハレルに交代した。ハレルはモータウンのCEOを務めたが、非効率と悪評が立ち2年で辞任した。ポリグラムのマーキュリー・レコードを操業するダニー・ゴールドバーグがモータウンの操業を引き継ぎ、ジョージ・ジャクソンが社長となった。1994年、ゴードンは自伝『モータウン、わが愛と夢』（原題：To Be Loved）を出版した。

### 1999年 - 2005年: モータウン・レーベルの終焉
1998年まで、モータウンには702、ブライアン・マックナイト、エリカ・バドゥなどが新たに所属した。1998年12月、ポリグラムはシーグラムに買収され、モータウンはユニバーサル・ミュージック・グループに吸収された。1995年、シーグラムはモータウンの親会社であるMCAを買収しており、MCAの他の多くの姉妹会社同様再統合の影響を受けた。シーグラムはポリグラムの買収を足掛かりにユニバーサルを通じてメディアに力を入れようとしていた。ユニバーサルはレーベルの閉鎖も考慮したが、再構築を決心した。エリカ・バドゥのプロデューサーのキーター・マッセンバーグはレーベルのリーダーとなり、バドゥ、マックナイト、マイケル・マクドナルド、モータウン新人のインディア・アリーの成功に尽力した。
当初ダイアナ・ロス、スモーキー・ロビンソン、スティーヴィー・ワンダー、テンプテーションズは残留したが、数年間ワンダー以外の全員が他のレーベルでレコーディングしていた。1981年から1988年、ロスはモータウンを離れRCAレコードに在籍していたが、1989年から2002年、モータウンに戻っていた。1990年代初頭、ロビンソンはレーベルを離れ、2004年、テンプテーションズは2度目の離脱をした。唯一ワンダーはモータウンの初期から継続して現在も所属している。
Qティップがレーベルにとって最も新しいアーティストで『The Renaissance』をリリースした。

### 2005年 - 2011年: ユニバーサル・モータウン
2005年、マッセンバーグからエレクトラ・レコード元CEOのシルヴィア・ローンに交代した。モータウンはユニバーサル・モータウン・レコードを設立するためユニバーサル・レコードに合併し、ユニバーサル・モータウン・リパブリック・グループの新たな傘下となった。モータウンは2008年末から2009年1月12日の50周年を祝い始め、ユニバーサル・ミュージック・グループのカタログ部門ユニバーサル・ミュージック・エンタープライゼスとのコラボレーションで『ビルボード』誌ポップ、R&B、ディスコ・チャートで第1位を獲得したモータウンの曲を集めたCDボックス『The Complete No. 1's』をリリースし、各種イベントが計画された。

### 2011年 -: モータウン再始動
2011年夏、ユニバーサル・モータウンはユニバーサル・モータウン・リパブリック・グループから分離し、アイランド・デフ・ジャム・ミュージック・グループ傘下としてエチオピア・ハブテマリアムを上級副社長に迎えオリジナルのモータウン・ブランドを再開している。ユニバーサル・モータウンのアーティストは新たなモータウン・レーベルに移籍している。2012年1月25日、ニーヨがアーティストおよびA&Rの上級副部長としてモータウンに移籍することが発表された。2014年4月1日、アイランド・デフ・ジャムはCEOのバリー・ウェイスの辞職に伴いモータウンの離脱を発表した。ユニバーサル・ミュージック・グループによるプレス・リリースによると、デフ・ジャム・レコーディング、アイランド・レコード、モータウン・レコードは全て別の存在となった。その後モータウンはキャピトル・レコードの子会社となった。

## モータウン・サウンド
モータウンの独特なソウルミュージックは「モータウン・サウンド」（Motown sound）と呼ばれている。
ポップにアピールするため、モータウン・サウンドはバックビートにタンバリンのアクセント、時に派手で時に流れるようなエレクトリック・ギターの旋律、独特のメロディとコード構成、ゴスペルを起源とするコールアンドレスポンスが通常使用されている。オーケストラの弦楽器、管楽器、念入りにアレンジされたバックグラウンド・ヴォーカルを使用するなどポップの技術が取り入れられている。複雑なアレンジやメリスマ的ヴォーカルは避けられる。モータウンのプロデューサーたちは「KISSの原則」（keep it simple, stupid、簡潔に、の意）を確信している。ポピュラー音楽において黒人アーティストの作曲や演奏がよく行われるようになったにもかかわらず、白人演奏者に演奏されない限り人気が出たり認知されたりすることはなかった。しかしモータウン・サウンドは明らかに独特で、白人演奏者がそのサウンドを再現することは不可能である。実際のモータウン・サウンドはそれをアレンジされたものより好まれるようになった。
モータウンの製作過程は工場に例えられる。ヒッツヴィルのスタジオは開放され、22時間操業し、アーティストはしばしば数週間ツアー公演に行き、できるだけ多くの曲をレコーディングするためにデトロイトに戻り、またすぐツアー公演に行く。ベリー・ゴーディは毎週金曜朝に品質管理会議を行ない、最高品質のもの以外はリリースを拒否した。週間ポップ・チャート第5位以内を目指して、新曲リリースのたびに毎回この審査が行われた。ゴーディに拒否されたが、のちに批評的、商業的に成功した作品もいくつかある。最も有名なものはマーヴィン・ゲイの「悲しいうわさ」と「ホワッツ・ゴーイン・オン」の2曲である。いくつかのケースではプロデューサーたちが最終的にのちの金曜朝の会議で認めてもらうために作り直すこともあった。プロデューサーのノーマン・ホィットフィールドは「悲しいうわさ」とテンプテーションズの「エイント・トゥー・プラウド・トゥ・ベッグ」を作り直した。
スプリームスの初期のヒット曲などモータウンの有名な曲の多くはラモント・ドジャー、ブライアン&エディのホランド兄弟によるホランド＝ドジャー＝ホランドによる作曲トリオにより作曲されたものである。モータウンで重要なプロデューサーおよび作曲家は他にノーマン・ホィットフィールド、ウィリアム"ミッキー"スティーヴンソン、スモーキー・ロビンソン、バレット・ストロング、アシュフォード&シンプソン、フランク・ウィルソン、パメラ・ソウヤー&グロリア・ジョーンズ、ジェイムス・ディーン&ウィリアム・ウエザースプーン、ジョニー・ブリストル、ハーヴィー・フークワ、ギル・アスキー、スティーヴィー・ワンダー、そしてゴーディ自身である。
モータウンのミュージシャンにより作り出されたスタイルはダスティ・スプリングフィールド、ファンデーションズなど1960年代中期のモータウン外のアーティストにも多大な影響を与えた。イギリスではモータウン・サウンドはノーザン・ソウルの基礎となった。スモーキー・ロビンソンはモータウン・サウンドはデトロイトとの関連性は少ないと語った:
モータウンの曲を聴いた人達は「ああ、ベースをもっと使うんだね、とか、ドラムをもっと使うんだね」などといい加減なたわ事を言う。我々が初めて成功をおさめた時、ドイツやらフランスやらイタリアやらアラバマ州のモービルから人が集まって来た。ニューヨーク、シカゴ、カリフォルニアからもね。本当にあちこちから。レコーディングするためだけにわざわざデトロイトにやってくるんだ。デトロイトの空気があの音を作っているんだ、デトロイトに来さえすれば、たとえフリーウェイ上でレコーディングしようともモータウン・サウンドをモノに出来るんだ、とでも思っていたんだろう。よく聞いてくれ。自分にとってのモータウン・サウンドは表面上の耳に聞こえる音ではない。それはスピリチュアルなものであり、それを演奏する人々の中から生み出されるものなんだ。デトロイトに集まってきた連中が分かってなかったのは、我々はデトロイトにたまたまスタジオを持っていたというだけで、実際にはシカゴ、ナッシュビル、ニューヨーク、ロサンゼルス、ほとんどの大都市でもレコーディングを行なっている。そういう所で録音してもモータウン・サウンドを再現することはできるんだ。

### ファンク・ブラザーズ
作曲家、プロデューサーの能力に加え、モータウンの音楽における重要な役割を担ったのは、モータウンの作品のほとんどで演奏を行なう、「ファンク・ブラザーズ」と呼ばれるスタジオ・ミュージシャンのグループだった。
メンバーはベースのジェームス・ジェマーソン、ボブ・バビット、ドラムのベニー・ベンジャミン、ユリエル・ジョーンズ、リチャード"ピストル"アレン、キーボードのアール・ヴァン・ダイク、ジョニー・グリフィス、ジョー・ハンター、ギターのジョー・メッシーナ、ロバート・ホワイト、エディ、ウィリス、パーカッションのエディ"ボンゴ"ブラウン、ジャック・アシュフォードらであった。後に、デニス・コフィー、ワーワー・ワトソン、デヴィッドTウォーカーらも、モータウンのスタジオ・ミュージシャンとして加入した。2002年、バンドの業績は「ビートルズ、エルヴィス、ローリング・ストーンズ、ビーチ・ボーイズを合わせたよりも第1位獲得曲が多い」としてドキュメンタリー『永遠のモータウン』にまとめられた。
- ファンク・ブラザーズ/デトロイト
- ベース
  - ジェームス・ジェマーソン
- ドラムス
  - ベニー・ベンジャミン
- キーボード
  - Joe Hunter（band leader、1959–1964）
  - Earl Van Dyke（band leader、1964–1972）
  - Richard "Popcorn" Wylie（1959–1962）
  - マーヴィン・ゲイ（1961–1962）
  - Johnny Griffith（1963–1972）
  - James Gittens（1959–1967）
  - Ted Sheely（1967–1972）
- ギター
  - Robert White（1959–1972）*
  - Eddie "Chank" Willis（1959–1972）*
  - Joe Messina（1959–1972）*
  - Larry Veeder（1959–1962）
  - Dave Hamilton（1959–1962）
  - Huey Davis（1959–1967、the Contours' road and studio guitarist）
  - Marvin Tarplin（1959–1972、the Miracles、ロード・スタジオ・ギタリスト）

- ロサンゼルス・ミュージシャン
- ギター
  - デヴィッド・T・ウォーカー
- ベース
  - ウィルトン・フェルダー
- キーボード
  - ジョー・サンプル

モータウン・サウンドは、多重録音も使用している。モータウンの曲は通常ドラム2台、ギター3から4本を使用していた。ベース奏者のジェームス・ジェマーソンは右手の人差し指でのみ弾くことが多く、スプリームスの『Up the Ladder to the Roof 』などモータウンの曲の多くでベースラインを奏でている。

## アーティスト養成
アーティスト養成部門はベリー・ゴーディが創立したモータウンを運営していく上で重要な部分であった。モータウン所属アーティストはライヴ演奏のために正装をしてきちんと身なりを整え、振付を覚えた。モータウンのアーティストたちは白人主体のポピュラー音楽市場でヒットすることは他のアフリカ系アメリカ人アーティストたちの道を切り開くとして、当時白人のアメリカ人が持っていた黒人ミュージシャンのイメージを覆すため、上品な考え方、行動、歩き方、話し方をするようアドバイスされた。才能ある若いアーティストたちの多くは公営住宅で育った貧困層出身者も多く、社会的マナーや服装マナーを身につける経験に欠けていたため、モータウンのこの部門は実用性だけでなく、エレガントな振る舞いによりレーベルとの長期間の契約に結び付けるものでもあった。アーティスト養成部門は主に若く、経験の浅い者たちに特化された。ジュニア・ウォーカーやマーヴィン・ゲイのような経験の多いベテランアーティストはこの養成部門を免除された。
若いアーティストの多くは毎年『モータウン・レビュー』というツアーに出演し、60年代にはまだ健在だった「チタリン・サーキット」という興業ルート巡業に始まり、成功した音楽家は最終的には世界中で公演するようになった。これらの公演は若いアーティストたちの演奏に磨きをかけるだけでなく、社会性を養ったり、ベテランアーティストから様々なことを学ぶ機会となった。

## 映画など
1981年、スプリームスをモデルに、モータウン草創期の物語を題材にしたミュージカル「ドリームガールズ」がブロードウェイで公開され、大ヒットとなった。同作は翌年、トニー賞6部門を受賞。さらに2006年には映画化され（ドリームガールズ (映画)）、アカデミー賞6部門にノミネートされ、助演女優賞と音響録音賞を受賞した。
2002年には、それまで影の存在だったファンク・ブラザースに敬意を表する映画『永遠のモータウン』（原題：Standing in the shadow of MOTOWN）が公開され、2004年の第45回グラミー賞において彼らに功労賞が授与され、映画は最優秀コンピレーション・サウンドトラック・アルバム賞を授与された。モータウンは60年代初頭から西海岸のロサンゼルスに支所を設置していた。LAのスタジオ・ミュージシャンであるキャロル・ケイ（レッキング・クルー）の主張によると、モータウンの曲の中には、ファンク・ブラザースだけでなく、レッキング・クルーの演奏によるものもあるという。モータウンの歴史を知る者にとっては、ケイの主張はまったく珍しいことではなく、西海岸でスカウトしたソウル・シンガーや、シュープリームスの曲はロスでトラックを演奏録音したものもある。それらの曲はジェームス・ジェマーソンらが演奏したトラックとは、演奏が大きく異なり、識別可能な曲もあるほどである。モータウンの代表曲であるシュープリームス「恋はあせらず」、テンプテーションズ「マイ・ガール」、フォー・トップス「バーナデット」などは、もちろんジェームス・ジェマーソン、ベニー・ベンジャミンらを中心としたファンク・ブラザーズの創造力あふれる音作りによる成果である。

## ロックとモータウンサウンド
ロックの曲の中には、モータウン・サウンドを取り入れた曲も存在する。
- タウン・コールド・マリス　- ザ・ジャム（1982）
- 恋はあせらず - フィル・コリンズ（1982）
- マン・イーター - ホール&オーツ（1982）
- ウォーキン・オン・サンシャイン - カトリーナ&ザ・ウェイブズ（1985）
- トゥ－・ハーツ - フィル・コリンズ（1988）

## レーベル
メジャー部門
- Motown Records
- Tamla Records
- Gordy Records

2次的R&B部門
- Check-Mate Records
- Soul Records
- V.I.P. Records
- Mo-west Records

他ジャンル部門
- Mel-o-dy Records カントリー・ミュージック
- Workshop Jazz Records ジャズ
- Rare Earth Records ロック
- Weed Records
- Black Forum Records スポークン・ワード
- Natural Resources Records 白人、インスト
- Prodigal Records セカンド・ロック
- Hitsville Records カントリー・ミュージック
- Morocco Records 白人、ロック
- Motown Latino Records ラテン音楽

インデペンデント・レーベル配給
- Chisa Records
- Ecology Records
- CTI Records
- Gull Records

## ミュージシャン（過去・現在）
| - アイズレー・ブラザーズ - アンディスピューテッド・トゥルース - ウィリー・ハッチ - エディ・ケンドリックス - エドウィン・スター - エリカ・バドゥ - エル・デバージ（元デバージ） - オリジナルズ - グラディス・ナイト&ザ・ピップス - コモドアーズ - ジミー・ラフィン - シャニース - ジュニア・ウォーカー&オールスターズ - ショーティ・ロング - ジョニー・ギル - シリータ・ライト - スウィッチ - スティーヴィー・ワンダー - スモーキー・ロビンソン&ザ・ミラクルズ - スプリームス - ダイアナ・ロス - ダズ・バンド - タミー・テレル - スピナーズ - ティーナ・マリー - デビッド・ラフィン - テンプテーションズ - トゥディ - ジャクソン5 - マイケル・ジャクソン（後にEPICへ移籍） | - バレット・ストロング - フォー・トップス - ブライアン・マックナイト - プリンス（2006年 - ） - ブレンダ・ハロウェイ - ベイシック・ブラック - ボーイズIIメン - ボビー・テイラー&バンクーバーズ - ボビー・ナン - マーヴィン・ゲイ - マーヴェレッツ - マーサ&ザ・ヴァンデラス - マイア - ザ・ミラクルズ - メアリー・ウェルズ - ライオネル・リッチー - リック・ジェームス - レア・アース（グループ） - レオン・ウェア - レクスン・エフェクト - ロックウェル - ベリー・ゴーディ・ジュニアの息子だったR&Bシンガー。 - レミー・シャンド |

## トリビュート・アルバム
1. ROCK MOTOWN（2005年2月23日）エイベックス・マーケティング・コミュニケーションズ
  1. I WANT YOU BACK / FRONTIER BACKYARD
  2. OVERJOYED / locofrank
  3. ABC / LOW IQ 01
  4. DANCING IN THE STREET / DOPING PANDA
  5. YOU ARE THE SUNSHINE OF MY LIFE / puli
  6. DON'T YOU WORRY 'BOUT A THING / SUEMITSU & THE SUEMITH
  7. IT'S A SHAME / toe loves the guitar plus me
  8. THIS OLD HEART OF MINE (IS WEAK FOR YOU) / creamstock
  9. YOU CAN'T HURRY LOVE / YOUR SONG IS GOOD
  10. IT'S A SHAME / riddim saunter
  11. WHEN THE LOVELIGHT STARTS SHINING THROUGH HIS EYES / Houseplan!
  12. ONE LOVE IN MY LIFETIME / CUBISMO GRAFICO FIVE
  13. GOLDEN LADY / FRONTIER BACKYARD

## 日本での発売元の変遷
1964年 - 1986年
日本ビクター（ビクター・ワールド・グループ） → ビクター音楽産業（現・ビクターエンタテインメント）
1986年 - 1992年
RVC → BMGビクター（現・ソニー・ミュージックレーベルズ アリオラジャパン）
1992年 -
ユニバーサルミュージック（旧・ポリグラム）